# Église Saint-Laurent de Parthenay
L'église Saint-Laurent est une église catholique située à Parthenay, en France.

## Localisation
L'église est située dans le département français des Deux-Sèvres, sur la commune de Parthenay.

## Historique
L'édifice est classé au titre des monuments historiques en 1862.
Un incendie s'y déclare le 17 décembre 2014, détruisant le retable du XVIIe siècle